# Oddbods
Oddbods är en CGI-animerad, ordlös tv-serie av korta sketcher om sju små roliga figurer. Den är producerad av TV Tokyo (Singapore), som också samproducerade Roboten Rob. Serien hade premiär 2013.

## Karaktärer

### Huvudkaraktärer
- Pogo (Blå)
- Newt (Rosa)
- Fuse (Röd)
- Jeff (Purpur)
- Slick (Orange)
- Bubbles (Gul)
- Zee (Grön)